# Asim Richards
Asim Richards (Filadelfia, 2 ottobre 2000) è un giocatore di football americano statunitense che milita nel ruolo di offensive tackle per i Dallas Cowboys della National Football League (NFL).

## Carriera

### Dallas Cowboys
Al college Richards giocò a football a North Carolina. Fu scelto nel corso del quinto giro (169º assoluto) del Draft NFL 2023 dai Dallas Cowboys. Debuttò come professionista subentrando nella gara del primo turno contro i New York Giants. La sua prima stagione si chiuse con otto presenze, nessuna delle quali come titolare.